# Дру-Сент-Мари
Дру-Сент-Мари́ (фр. Droupt-Sainte-Marie) — коммуна во Франции, находится в регионе Шампань — Арденны. Департамент — Об. Входит в состав кантона Мери-сюр-Сен. Округ коммуны — Ножан-сюр-Сен.
Код INSEE коммуны — 10132.
Коммуна расположена приблизительно в 125 км к востоку от Парижа, в 65 км юго-западнее Шалон-ан-Шампани, в 25 км к северо-западу от Труа.

## Население
Население коммуны на 2008 год составляло 237 человек.
| 1962 | 1968 | 1975 | 1982 | 1990 | 1999 | 2008 |
| ---- | ---- | ---- | ---- | ---- | ---- | ---- |
| 213  | 239  | 210  | 199  | 207  | 218  | 237  |

## Экономика
В 2007 году среди 142 человек в трудоспособном возрасте (15—64 лет) 119 были экономически активными, 23 — неактивными (показатель активности — 83,8 %, в 1999 году было 72,6 %). Из 119 активных работали 112 человек (61 мужчина и 51 женщина), безработных было 7 (1 мужчина и 6 женщин). Среди 23 неактивных 10 человек были учениками или студентами, 11 — пенсионерами, 2 были неактивными по другим причинам.

## Достопримечательности
- Церковь XII века. Памятник истории с 1937 года[3]